# Gran Sabana

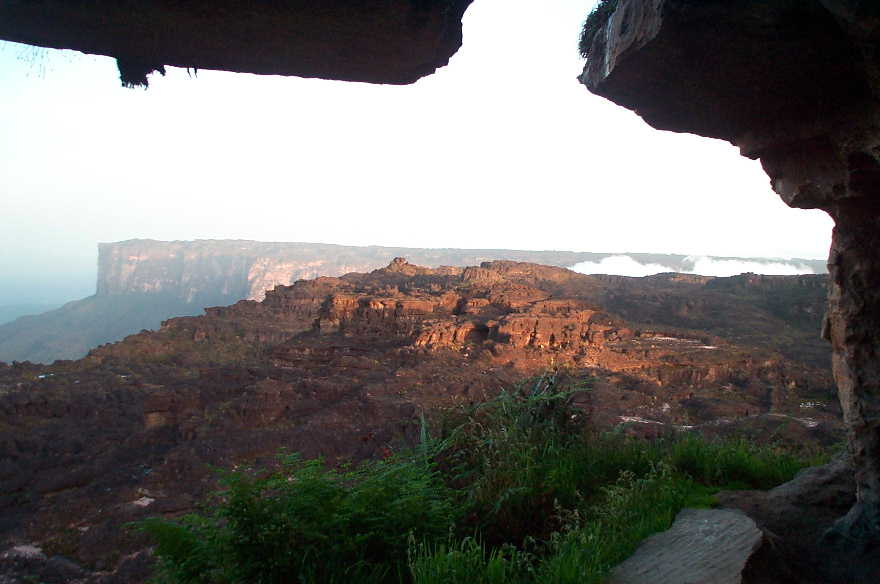
Blick auf den Kukenam-Tepui in der Gran Sabana vom Aussichtspunkt El Hotel.

Die Gran Sabana ist eine 10.820 km² umfassende Hochfläche, eine offene Savannenlandschaft im Südosten von Venezuela im Bundesstaat Bolivar. Sie ist von bis zu 2.800 Meter hohen Erhebungen durchzogen. Die Hochebene der Gran Sabana fällt von Norden (1.500 Meter) nach Süden (800 Meter) ab, deshalb strömen die meisten Flüsse erst nach Süden, wo sie sich zum Rio Caroni sammeln, der dann Richtung Norden zum Guri-Stausee fließt. Am Guriwasserkraftwerk werden etwa 75 Prozent des Energiebedarfs Venezuelas erzeugt. Das Gebiet ist durch weite und flache Täler charakterisiert und ist Teil des Guayana-Schildes, der auf etwa 1,7 Milliarden Jahre geschätzt wird. Er wird von Gesteinen aus der Erdurzeit gebildet, die einst den westlichen Teil des Urkontinentes Gondwana formten.
Erosion zerklüftete im Laufe von Jahrmillionen die Sandsteinmassen. Übrig blieben zerklüftete Täler und gewaltige, massive Tafelberge, die in der Sprache der einheimischen Pemón-Indianer Tepuis genannt werden und deren Alter auf 70 Millionen Jahre geschätzt wird. Die 115 verschiedenen Tepuis in diesem Gebiet zeichnen sich durch eine einzigartige und eigentümliche Flora und Fauna auf ihren Hochplateaus aus. Ein Großteil der Tiere und Pflanzen haben sich in der über Millionen von Jahren anhaltenden Isolation zu endemischen Arten entwickelt.

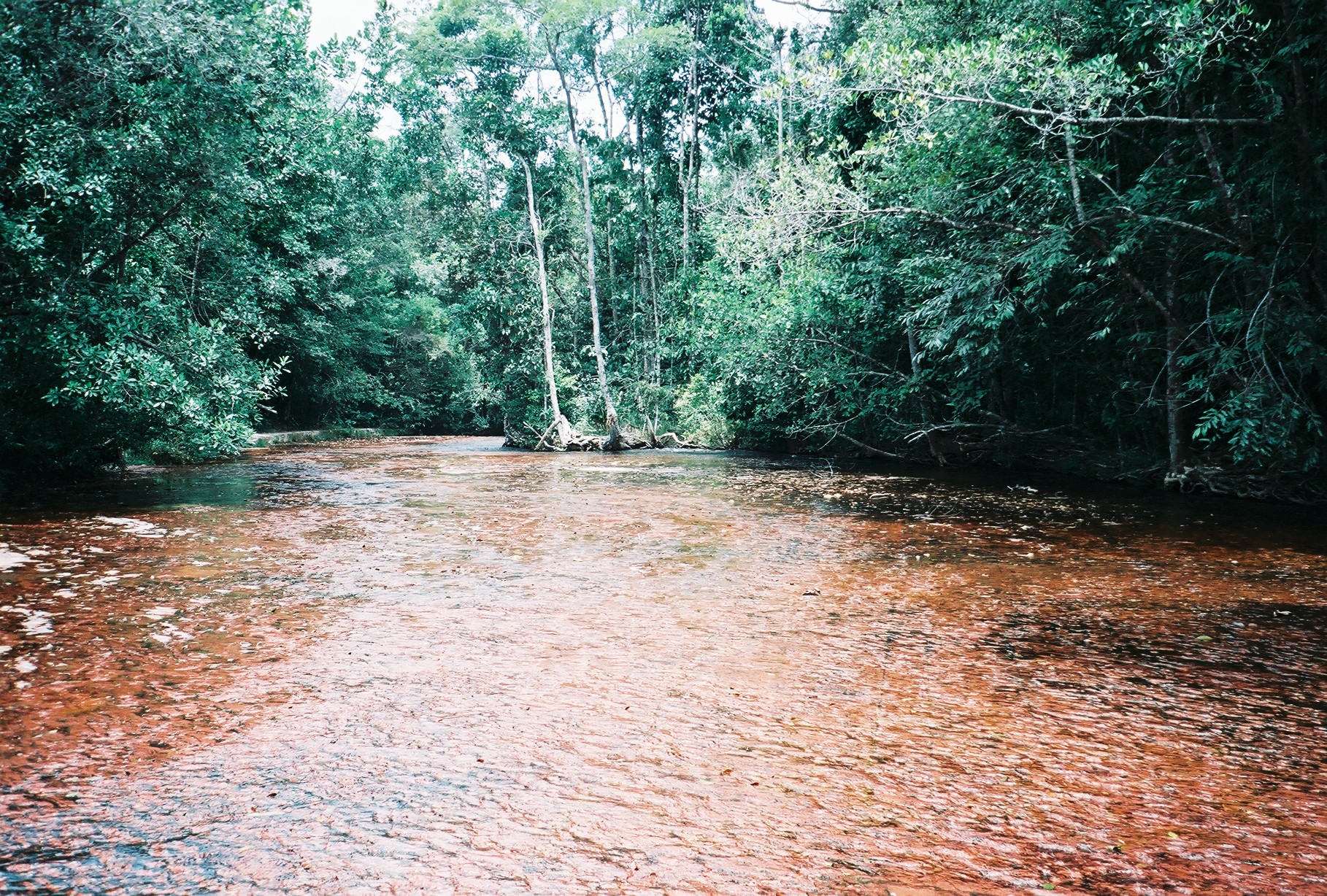
Die Quebrada de Jaspe („Jaspis-Schlucht“)

Von den Tafelbergen stürzen die höchsten Wasserfälle der Welt, wie zum Beispiel der Salto Kukenam und der Salto Ángel. Der Salto Ángel ist mit nahezu 1.000 Metern Fallhöhe der höchste bekannte Wasserfall der Welt. Er ist zugleich eine der bekanntesten Sehenswürdigkeiten des Nationalparks Canaima, der von der UNESCO zum Weltnaturerbe ausgerufen wurde. In den Tepuis sind darüber hinaus spektakuläre Höhlensysteme wie das Muchimuk-Höhlensystem im Churí-Tepui, die Cueva Ojos de Cristal im Roraima-Tepui oder die Schachthöhlen des Sarisariñama-Tepuis entstanden.

## Bevölkerung
Die meisten Einwohner sind Pemones. Sie haben ihre eigene Sprache, die zu den Carib-Sprachen gehört. Wegen ihrer Dialekte werden sie in drei Untergruppen unterteilt: die Kamarokoto, die Taurepán und die Arekuna. Die meisten indigenen Bewohner sprechen auch Spanisch. Sie leben bevorzugt in Fluss- und Waldnähe. Ihre sozio-ökonomische Struktur basiert auf der Kleinfamilie, sie sind Gärtner, Jäger, Fischer und Viehzüchter, zum Teil arbeiten sie auch im Bergbau. Ihre Wohnplätze sind Häuser, die als Gruppe stehen oder als Einzelgehöfte verteilt auftreten. Viele Angehörige dieser Ethnie haben sich ihre kulturelle Identität und Tradition bis in die Gegenwart bewahrt.
Die wichtigste Stadt der Region ist Santa Elena de Uairén; sie hat 30.000 Einwohner, liegt 16 Kilometer von der brasilianischen Grenze entfernt und ist touristischer Ausgangspunkt für Trecking-Touren zum Roraima-Tepui. Es bestehen Buslinienverbindungen nach Ciudad Bolivar und Ciudad Guayana.